# 青岛地方教会

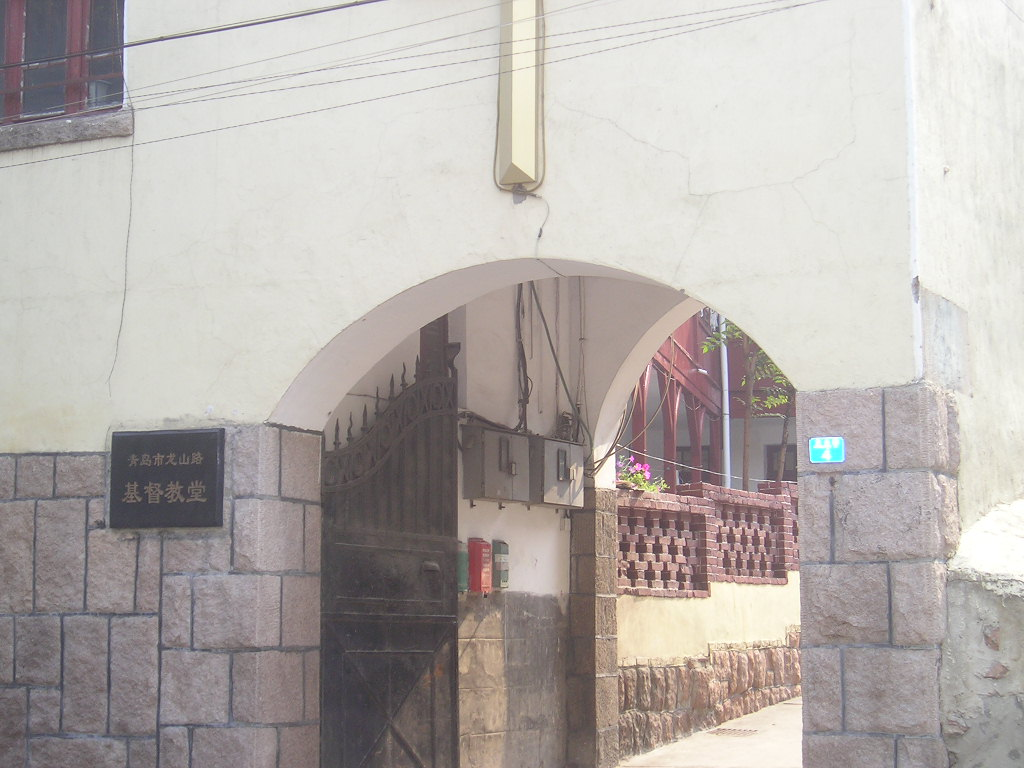
龙山路4号聚会所

青岛教会又称青岛基督徒聚会处、龍山路基督教堂，是位于中国山东青岛的一个地方教会，在地方教会和青岛基督教新教历史上都具有重要的地位。

## 歷史
1935年夏，張子潔受倪柝声的差遣，来到青岛锦州路建青岛教会，建立地方教会。
1941年底，太平洋战争爆发，日军查封了青岛有英、美差会背景的教堂，青岛教会因与外国差会无关而照常聚会。1942年，信徒陈子万（阳本印染厂董事）捐建了龙山路4号聚会所。占地面积1,324平方米，建筑面积750平方米，可容信徒1,500人聚会。但是不久因青岛教会拒绝参加日籍牧师山村好美组建的“华北基督教团青岛分团”，而被日军强令停止聚会。
1945年日本投降，青岛教会恢复聚会。1948年，张子洁参加了倪柝声在福建鼓岭举办的同工长老训练。回到青岛以后，从1949年春节开始，张子洁带领青岛教会全体传福音，信徒迅速由300余人增至4,000人，除了龙山路4号聚会所以外，还分为20个家聚会。

### 內戰後
1950年，青岛教会部分信徒全家移民兰州、包头、西安等地。
1951年3月，張子潔邀请上海的自由布道家顾仁恩来青岛，在龙山路4号布道，顾仁恩因“散布反动言论”和“驱病赶鬼”被逮捕。同年，在土改运动中，青岛教会1,500余名信徒参加签名，上书中央人民政府主席毛泽东和福建省人民政府，要求保留福州鼓岭“执事之家”的土地。年底，张子洁长老、张世平以“反革命罪”被捕。青岛教会的聚会人数锐减。
1951年6月，青岛教会参加青岛市基督教“三自”运动筹备委员会。在1954年12月和1955年8月，青岛教会又先后二次退出“三自”。不久之后，同年秋天，青岛教会的张天人等负责人又由于“爱国教徒的帮助”和“政府的感召”而公开认错，第三次参加了这一组织。1956年秋，在青岛市基督教第二届代表会议上，青岛教会的张天人长老当选为青岛市基督教“三自”爱国运动委员会副主任。
1958年，青岛市基督教实行联合礼拜，龙山路聚会所成为全市10个基督教联合聚会点之一，青岛教会的其他聚会所均被撤并。1960年，龙山路4号聚会所一度被青岛市政协占用，青岛地方教会的擘饼聚会先后迁往济宁路31号（济宁路浸信会教堂）和青岛圣保罗堂。1962年市政协迁出，聚会得以迁回龙山路聚会所。
1965年，龙山路聚会所的聚会停止，房屋由青岛医学院附属医院使用。

### 文革後
文化大革命结束后，1981年3月19日，山东省基督教第三次代表会议召开，张天人被选为山东省基督教协会第一届委员会副会长。同年5月26日，青岛市基督教召开第四次代表会议，选举张天人为青岛市基督教三自爱国运动委员会副主任，并出任新成立的青岛市基督教协会会长。

### 1980年代、1990年代
1985年，原青岛地方教会信徒在江苏路基督教堂恢复了擘饼聚会。1994年，擘饼聚会回到了龙山路4号聚会所，改名为“龙山路基督教堂”。此后又重新恢复了祷告聚会、造就聚会等。